# Нове Іґане
Нове Іґане (пол. Nowe Iganie) — село в Польщі, у гміні Седльці Седлецького повіту Мазовецького воєводства.
Населення — 1278 осіб (2011).
У 1975-1998 роках село належало до Седлецького воєводства.

## Демографія
Демографічна структура станом на 31 березня 2011 року:
|          | Загалом | Допрацездатний вік | Працездатний вік | Постпрацездатний вік |
| -------- | ------- | ------------------ | ---------------- | -------------------- |
| Чоловіки | 646     | 139                | 458              | 49                   |
| Жінки    | 632     | 134                | 405              | 93                   |
| Разом    | 1278    | 273                | 863              | 142                  |